# الشرفاء (وادي النعام)
الشرفاء هي إحدى مشيخات المملكة المغربية، تتبع جغرافيا لإقليم الرشيدية وإداريًا لوادي النعام. يقدر عدد سكانها بـ 12786 نسمة حسب الإحصاء الرسمي للسكان والسكنى لسنة 2004.